# Żytnowicze
Żytnowicze (biał. Жытнавічы; ros. Житновичи) – wieś na Białorusi, w obwodzie brzeskim, w rejonie pińskim, w sielsowiecie Mołotkowicze.
Słownik geograficzny Królestwa Polskiego jako nazwę wsi podaje Żytkowicze i jako formy alternatywne Żytnicze i Żytnowicze.
Miejscowość jest siedzibą parafii prawosławnej; znajduje się tu cerkiew pw. św. Paraskiewy.

## Historia
W XIX w. znajdowała się tu kaplica katolicka parafii pińskiej.
W dwudziestoleciu międzywojennym leżały w Polsce, w województwie poleskim, w powiecie pińskim, w gminie Chojno. Ostatni właściciel tutejszego majątku Tadeusz Rydzewski został zamordowany przez Sowietów. Jego nazwisko widnieje na Białoruskiej Liście Katyńskiej.
Po II wojnie światowej w granicach Związku Sowieckiego. Od 1991 w niepodległej Białorusi.

## Bibliografia

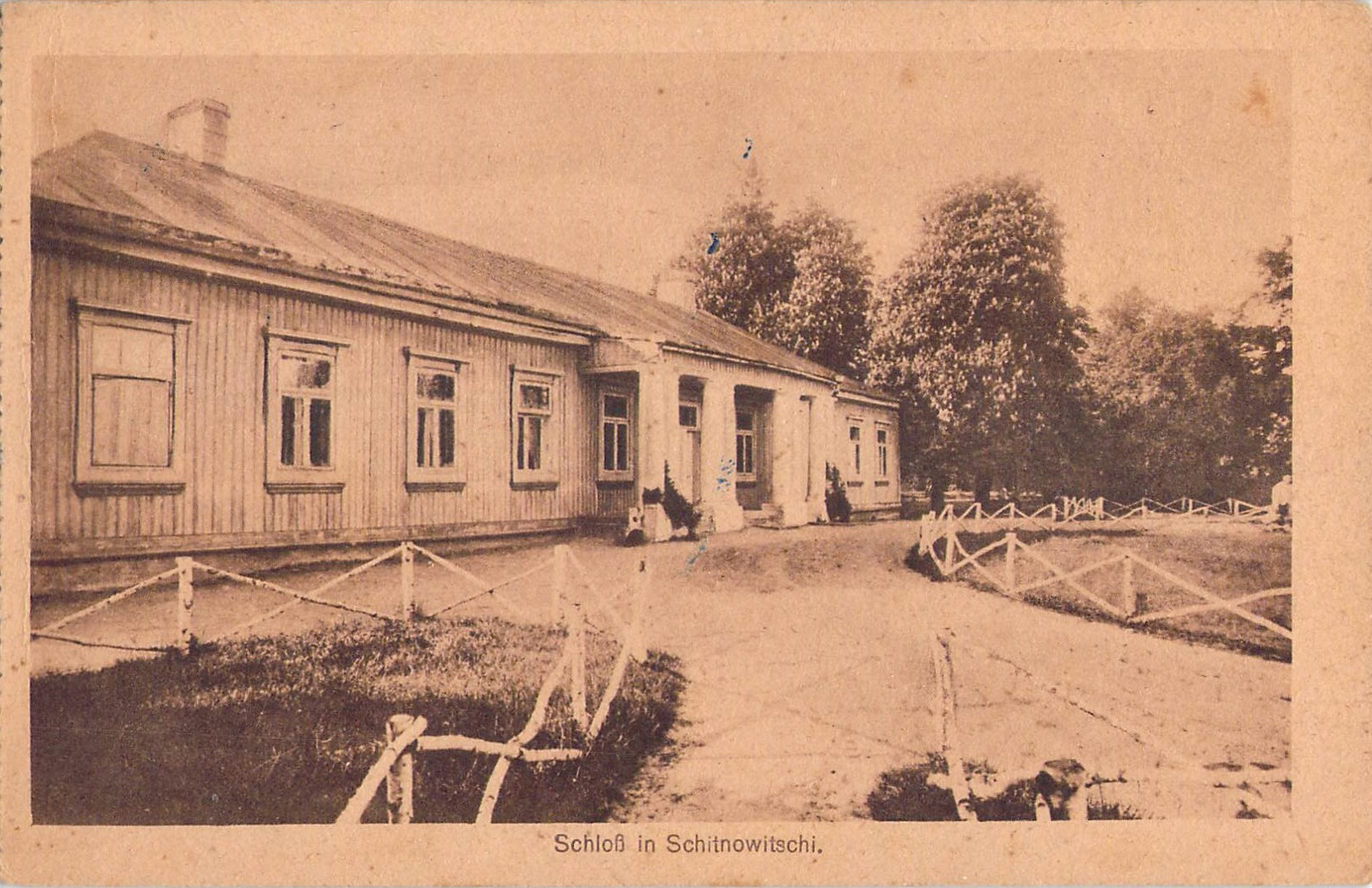
Dwór Rydzewskich w Żytnowiczach w 1916